# Effet Scharnhorst

L'effet Scharnhorst (souvent confondu avec l'effet Casimir au cours duquel il peut se manifester) est un phénomène où la lumière a une vitesse légèrement plus grande entre deux plaques conductrices alignée que sa vitesse maximale dans le vide (c). L’effet Scharnhorst, bien que supraluminique, ne peut être utilisé pour contrevenir au principe de causalité.

Pour les articles homonymes, voir Scharnhorst.
L'effet Scharnhorst est un phénomène hypothétique dans lequel la vitesse de la lumière serait légèrement plus grande entre deux plaques conductrices alignées qu'elle ne l’est dans le vide (299 792 458 m/s). Cet effet a été prévu par Klaus Scharnhorst de l'université de Humboldt à Berlin, en Allemagne, mais aussi par Gabriel Barton de l'université du Sussex à Brighton en Angleterre. Scharnhorst avait analysé mathématiquement l'électrodynamique quantique pour montrer comment l'effet pourrait surgir.
En raison du principe d'incertitude de Heisenberg, un espace vide est rempli en fait de particules subatomiques dites « virtuelles ». Il s’agit des fluctuations du vide. Pendant qu'un photon traverse un tel vide, il interagirait avec ces particules virtuelles, voire, serait absorbé par celles-ci en provoquant ainsi une vraie paire d'électron-positron. Cette paire est instable, et s’annihile rapidement pour produire un photon identique à celui qui a été précédemment absorbé.
Scharnhorst a montré que la création d'une paire d'électron-positron semblerait abaisser effectivement la vitesse de la lumière observée dans le vide, car ces particules sont de vitesse inférieure à celle de la lumière ;
une conséquence de cette affirmation est la prévision de ce que la vitesse d'un photon sera augmentée si elle voyage entre deux plaques de Casimir. En effet, en raison de la place limitée entre les deux plaques, quelques particules virtuelles correspondant aux fluctuations du vide auront des longueurs d'onde trop grandes pour "exister" entre les plaques conductrices. Ceci rend la densité effective des particules virtuelles entre les plaques inférieure à la densité à l’extérieur des plaques ; par conséquent, un photon qui voyage entre ces plaques mettra moins de temps en interagissant avec les particules virtuelles parce qu'il y en a moins pour le ralentir.
L'effet final sera d'augmenter la vitesse apparente de ce photon. Plus les plaques sont étroites, plus la densité virtuelle de particules est faible, et plus la vitesse du photon sera élevée. Cependant, l'effet ainsi prévu est minuscule. Un photon voyageant entre deux plaques qui sont distantes d’un micromètre n’augmenterait ainsi la vitesse du photon que d'un facteur (relatif) de 10-36, c'est-à-dire d'environ 1 angström par milliard d'années.
Ce changement de la vitesse de lumière est bien trop petit pour être détectable, ce qui empêche l'effet Scharnhorst d'être confirmé expérimentalement. D'autre part, l’effet Scharnhorst, bien que supraluminique, ne pourrait (même en principe) être utilisé pour contrevenir au principe de causalité.